# School van Posillipo

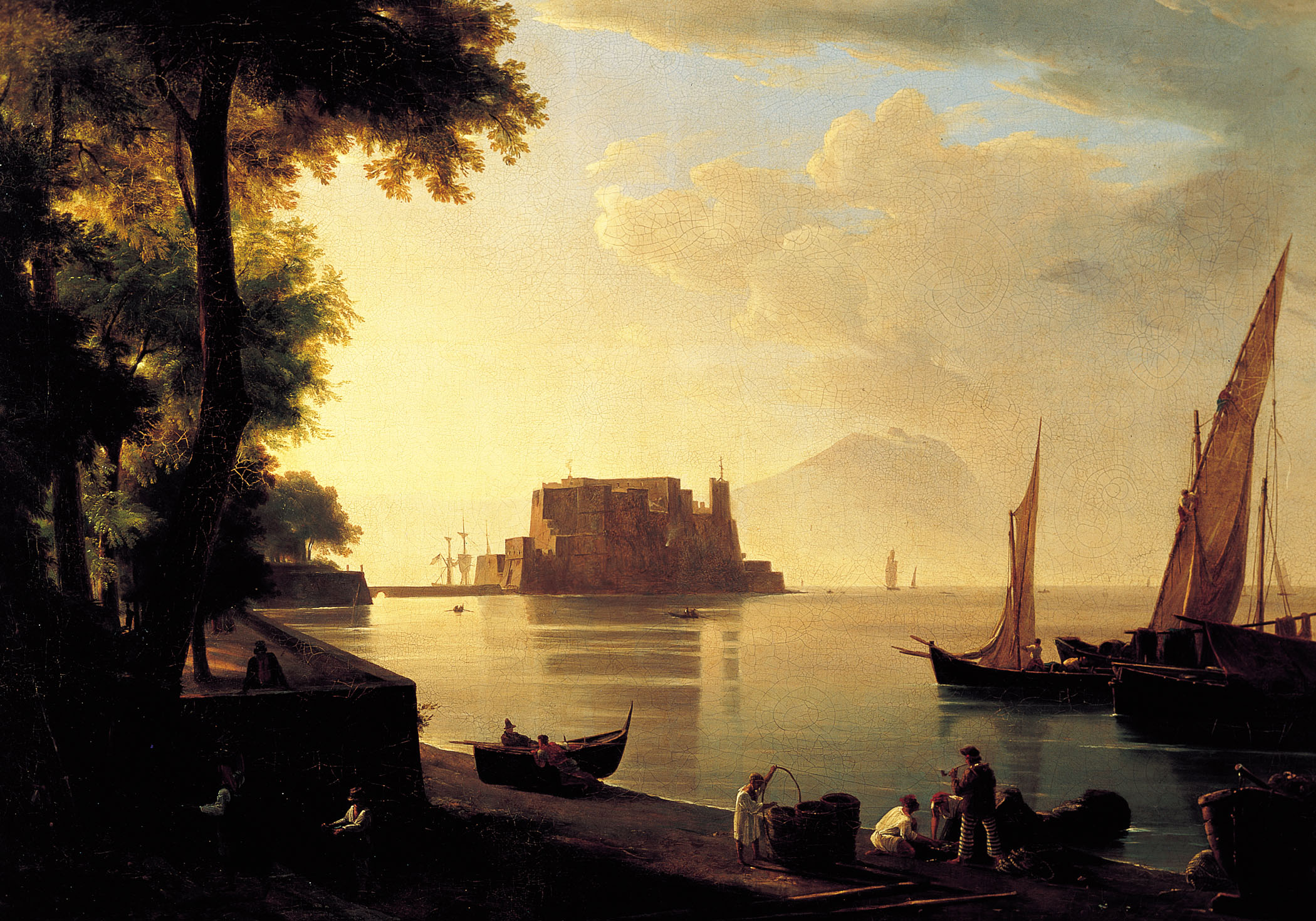
Castel dell'Ovo dalla spiaggia, Antonie Sminck Pitloo, ca. 1820

De School van Posillipo was een schilderschool die rond 1830 in Napels werd opgericht door de Nederlandse kunstschilder Antonie Sminck Pitloo. De school werd genoemd naar de wijk in Napels waar Pitloo zijn intrek had genomen.
De groep landschapschilders uit Napels en omstreken bestond grotendeels uit leerlingen en vrienden van Pitloo, onder wie Giacinto Gigante, Achille Vianelli en Frans Vervloet. Zij werkten onder zijn invloed en in navolging van Camille Corot en William Turner in de open lucht (en plein air) en kunnen daarmee als voorlopers worden beschouwd van de latere impressionisten. Zij wezen bewust het academische in de schilderkunst af en werkten bij voorkeur in nauw contact met het landschap in de omgeving van de stad, waaronder de Golf van Napels. Overige vertegenwoordigers van de school waren Salvatore Fergola, Giuseppe Carelli en Gabriele Smargiassi.